# Castelsagrat
Castelsagrat ist eine französische Gemeinde mit 540 Einwohnern (Stand: 1. Januar 2022) im Département Tarn-et-Garonne in der Region Okzitanien. Die Gemeinde gehört zum Arrondissement Castelsarrasin und zum Kanton Valence. Die Einwohner werden Castelsagratois genannt.

## Geografie
Castelsagrat liegt etwa 25 Kilometer östlich von Agen. Umgeben wird Castelsagrat von den Nachbargemeinden Brassac im Norden, Saint-Nazaire-de-Valentine im Nordosten, Montesquieu im Osten, Saint-Paul-d’Espis im Südosten, Saint-Clair im Süden, Gasques im Südwesten, Perville im Westen sowie Montjoi im Nordwesten.

## Geschichte
Die Bastide Castelsagrat wurde 1270 gegründet.
| Einwohner                                                  | 1.173 | 1.311 | 1.337 | 1.077 | 839 | 764 | 679 | 580 | 531 | 483 | 480 | 515 | 536 | 562 |
| Ab 1962 offizielle Zahlen ohne Einwohner mit Zweitwohnsitz |       |       |       |       |     |     |     |     |     |     |     |     |     |     |

## Sehenswürdigkeiten
- Himmelfahrts-Kirche
- Kirche Saint-Jean-Baptiste im Ortsteil Buzenou
- Kirche Saint-Michel im Ortsteil Saint-Michel